# Prețul (Star Trek: Generația următoare)
| „Prețul” („The Price”) Star Trek: Generația următoare Nave ale Federației și Feregi se pregătesc să intre în gaura de vierme | „Prețul” („The Price”) Star Trek: Generația următoare Nave ale Federației și Feregi se pregătesc să intre în gaura de vierme |
| --- | --- |
| Sezonul | 3 |
| Episodul | 8 |
| Regia: | Robert Scheerer |
| Scenariul: | Hannah Louise Shearer |
| Premiera: | 13 noiembrie 1989 |
| Distribuție: | Invitați speciali: Matt McCoy Elizabeth Hoffman Castulo Guerra Kevin Peter Hall Dan Shor                                     |
| Durata: | cca 50 minute |
| Precedat de: | „The Enemy” |
| Urmat de: | „The Vengeance Factor” |
| IMDb: | |

The Price este episodul 56 din serialul american științifico-fantastic Star Trek: Generația următoare.
Mai multe facțiuni, inclusiv Federația, licitează pentru drepturile de a gestiona intrarea într-o gaură de vierme aflată în apropierea unei planete cu puține resurse.

## Vezi și
- 1989 în științifico-fantastic